# Wapen van Maasbree

Het wapen van de voormalige gemeente Maasbree

Het wapen van Maasbree werd op 17 september 1853 bij besluit van de Minister van Binnenlandse Zaken aan de toenmalige gemeente Maasbree verleend. Het wapen deed dienst tot 1 januari 2010, toen de gemeente Maasbree opging in de nieuwgevormde gemeente Peel en Maas.

## Beschrijving
De blazoenering luidt als volgt:
Een schild van lazuur met een links gaand gevleugeld hert sommé van een kruis tussen de hoornen, alles van goud, parti van keel met een springend hert van goud sommé van hetzelfde, het chef van het schild van goud met eenen adelaar van sabel.
De heraldische kleuren zijn: (l)azuur (blauw), goud (geel), keel (rood) en sabel (zwart).

## Verklaring
Omtrent de betekenis van dit wapen kan het volgende worden vermeld. De adelaar heeft betrekking op het dorp Maasbree. Deze wapenfiguur is afgeleid van het zegel der schepenbank van de heerlijkheid Bree. Dit zegel bevatte het beeld der kerkpatrones, de heilige Aldegundis, met onder meer een schild waarop een adelaar voorkwam. Dit schild met adelaar is zeer waarschijnlijk een herinnering aan het wapen der eigenaars van het kasteel Bree.
Het springend hert heeft betrekking op Baarlo. In het zegel van de schepenbank van Baarlo komt het beeld van de heilige Petrus voor met onder meer een schild waarop een naar links springend hert voorkwam. Voor Blerick is het eerstgenoemde hert van belang, dus het gevleugeld hert met kruis.
Tot in de Franse tijd maakte Blerick deel uit van het Land van Kessel, dat op haar beurt weer onderdeel was van Opper-Gelre. Onder Spaans bewind, en later Pruisisch bewind had Blerick een eigen schepenbank. Rechts op het sinds 1625 gevoerde schepenzegel was de kerkpatroon Sint-Lambertus. Links op dit zegel is een naar rechts springend hert met vleugels te zien. Het randschrift op het zegel vermeldt:
S SCABI S LAMBER EPIC PATRO BLERENS
Voluit geschreven wil dit zeggen: Sigillum Scabinorum Sancti Lamberti Epicopi Patroni Blerensis. In de vertaling naar het Nederlands: Zegel van de schepenen van de heilige bisschop Lambertus, patroon van Blerick. Hierbij dient te worden opgemerkt, dat het hert het symbool is van de heilige Hubertus. Deze was in de vroege middeleeuwen actief als missionaris in het gebied van de huidige provincie Limburg. Na de Franse tijd werden Maasbree, Baarlo en Blerick samengevoegd tot de nieuwe gemeente. De samenvoeging van de drie dorpen stond als zodanig aan de basis van de totstandkoming van het nieuwe gemeentewapen, waarin elk dorp zich vertegenwoordigd zag.